# Volkswagen Eos
Pour les articles homonymes, voir Éos (homonymie).
La Volkswagen Eos est un véhicule automobile coupé cabriolet du constructeur allemand Volkswagen produit de 2006 à 2015.
Le nom d’Eos fait référence à la déesse grecque de l’aurore. Selon la légende, Eos s’élève chaque matin des profondeurs de la mer avec son attelage de chevaux pour apporter la lumière aux êtres humains. Eos est également la mère des vents et des étoiles du soir et du matin. Aurore, vent, étoiles autant de mots faisant référence à l'expérience vécue à bord d'un véhicule décapotable.
La Volkswagen Eos est issue de la Volkswagen Passat B6. Elle se démarque de la Volkswagen Golf Cabriolet par le remplacement de l'arceau et de la capote en toile par un toit rigide rétractable en 24 secondes et par sa longueur et largeur (différente plateforme). Il faut noter aussi qu'à ce jour l'EoS est le seul coupé-cabriolet sur lequel il est possible d'ouvrir le toit sans replier la lunette arrière.

## Galerie

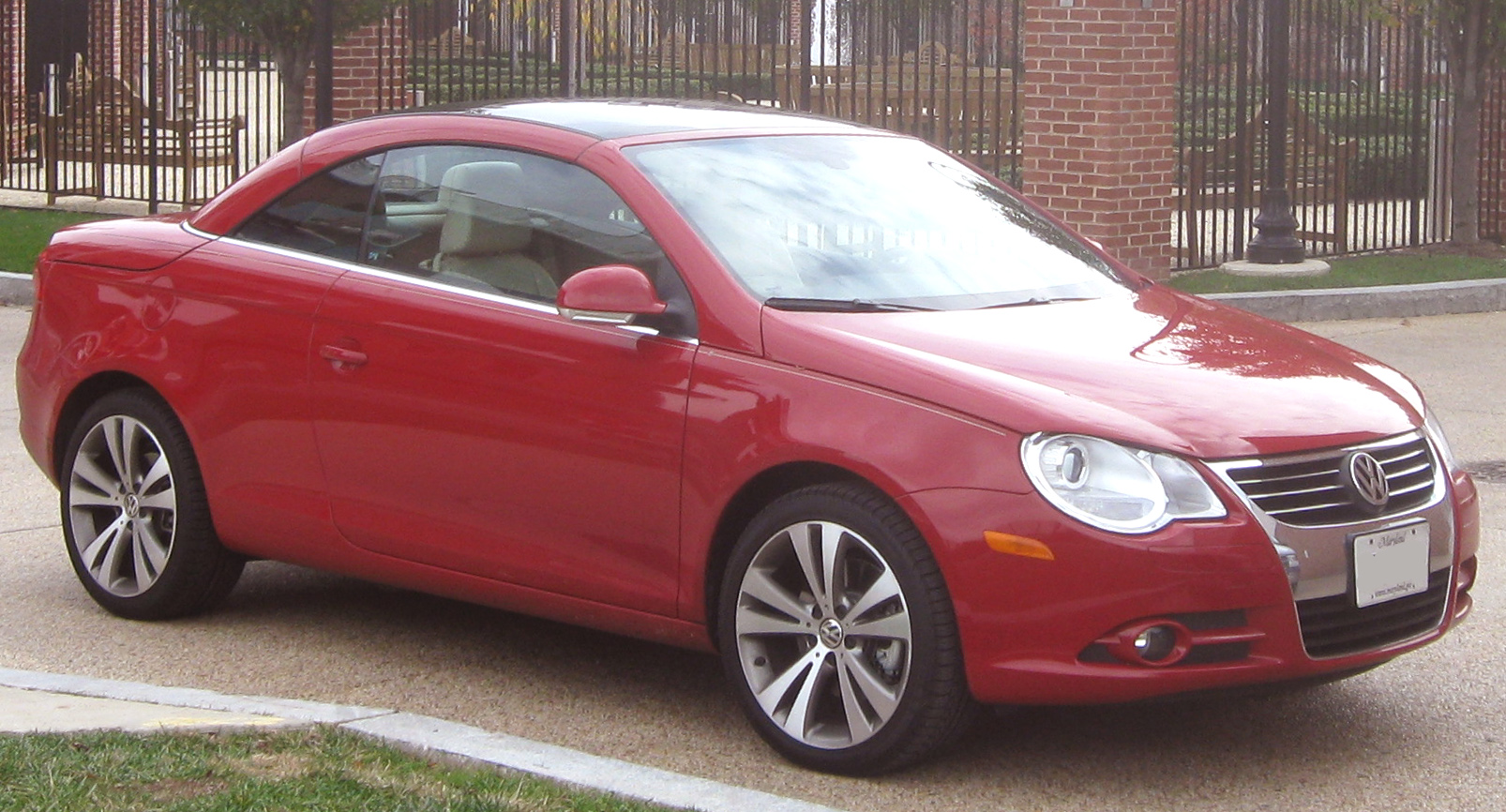
Eos, vue de trois-quarts avant droite.
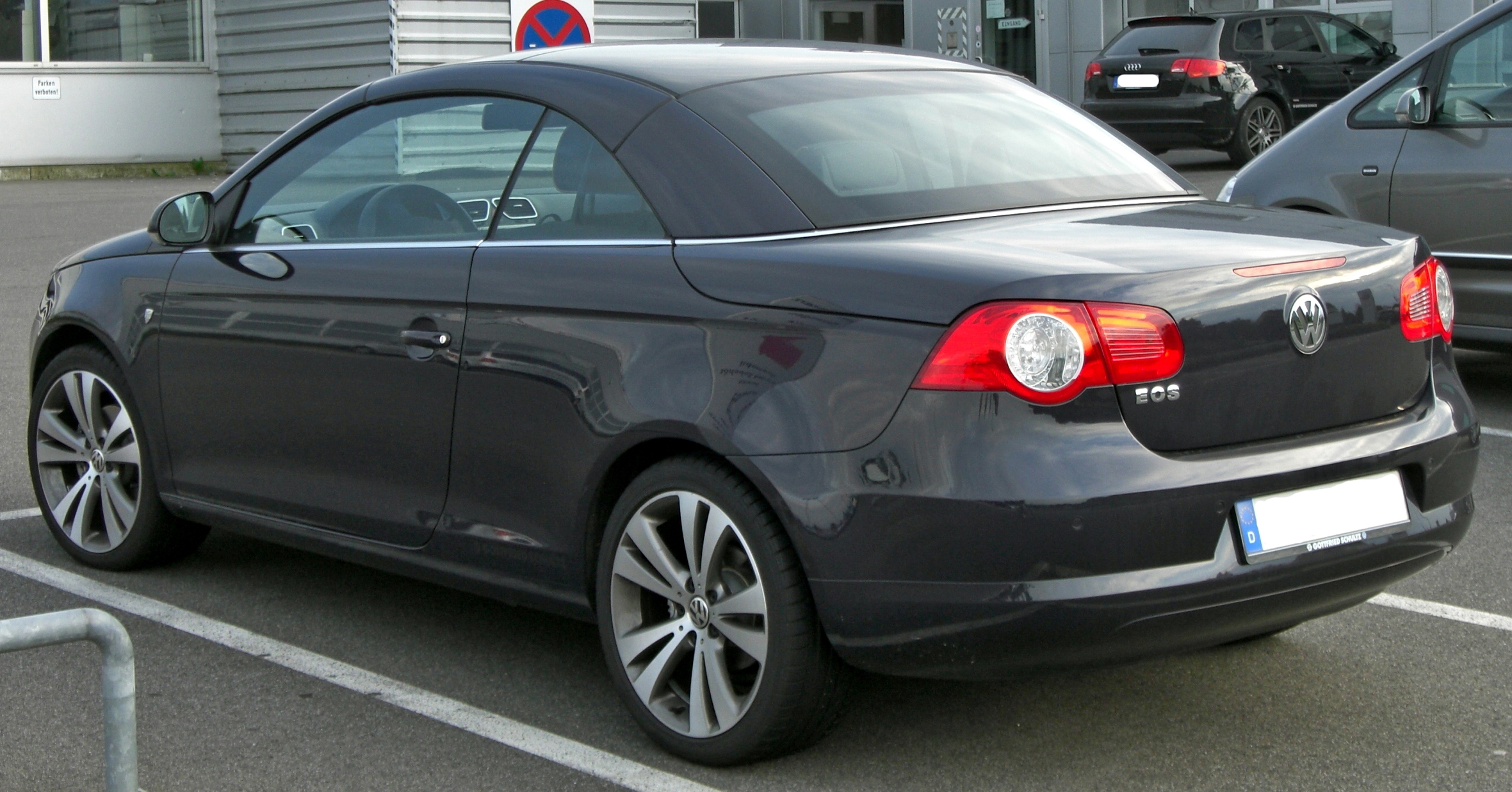
Eos, vue de trois-quarts arrière gauche.
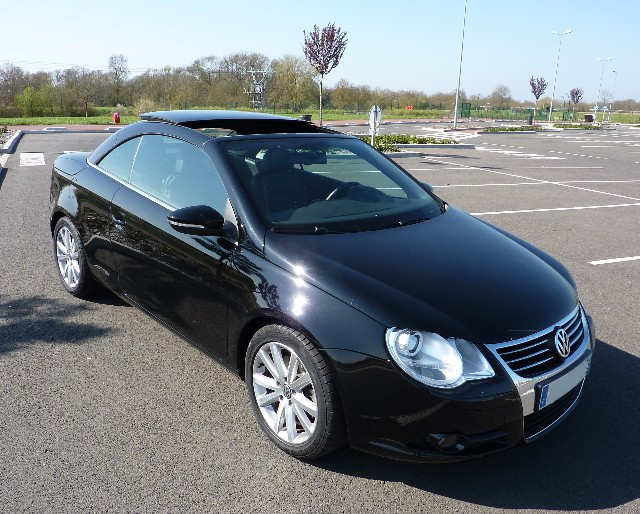
Eos, vue de trois-quarts avant droit, toit ouvert.
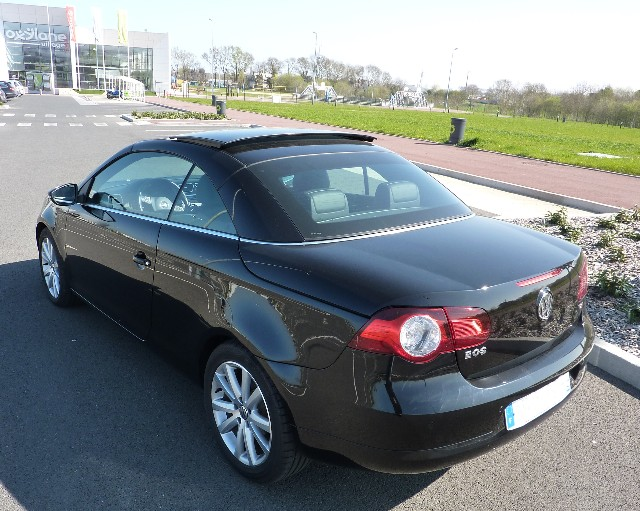
Eos, vue de trois-quarts arrière gauche, toit ouvert.
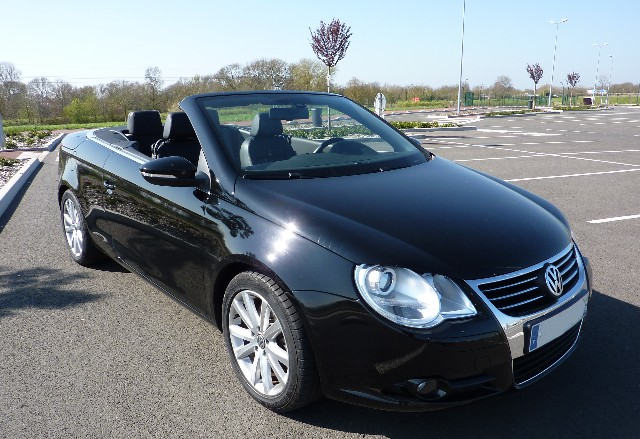
Eos, vue de trois-quarts avant droit, décapotée.
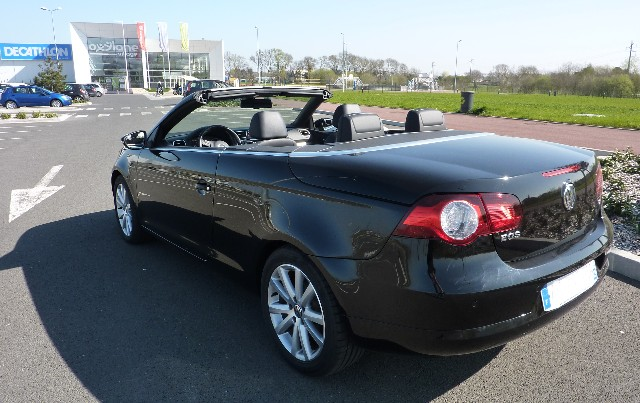
Eos, vue de trois-quarts arrière gauche, décapotée.
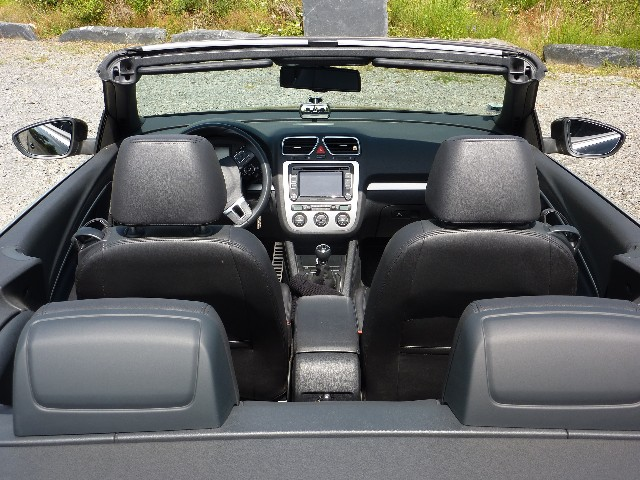
Eos, vue de l'habitacle depuis l'extérieur arrière.
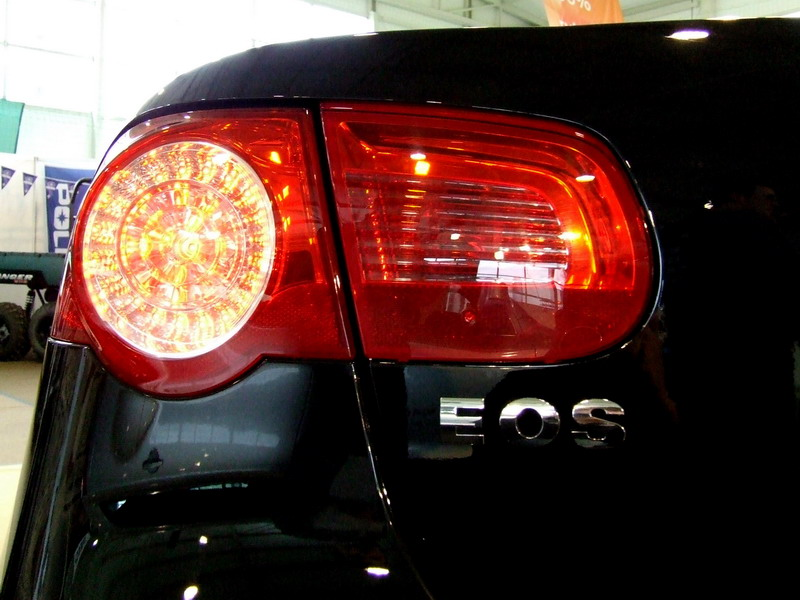
Eos, vue du bloc des feux arrière gauche.
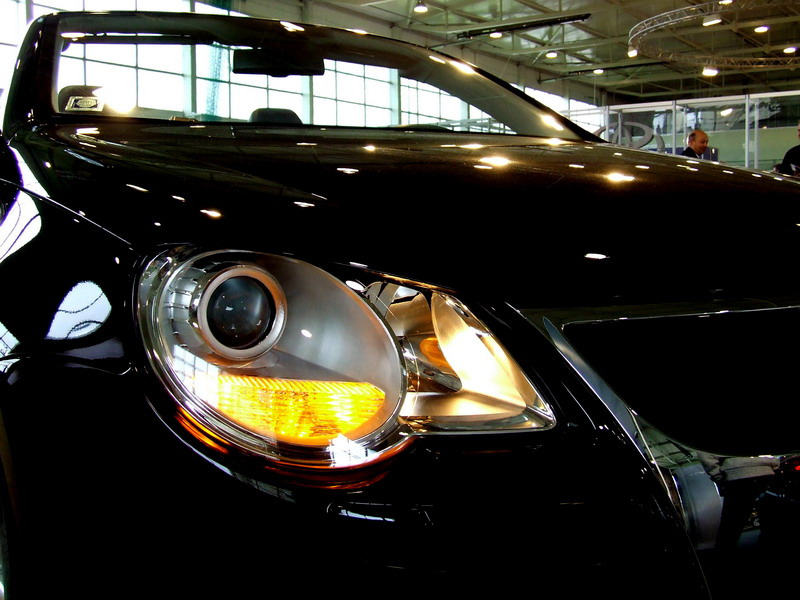
Eos, vue du bloc optique avant droit.
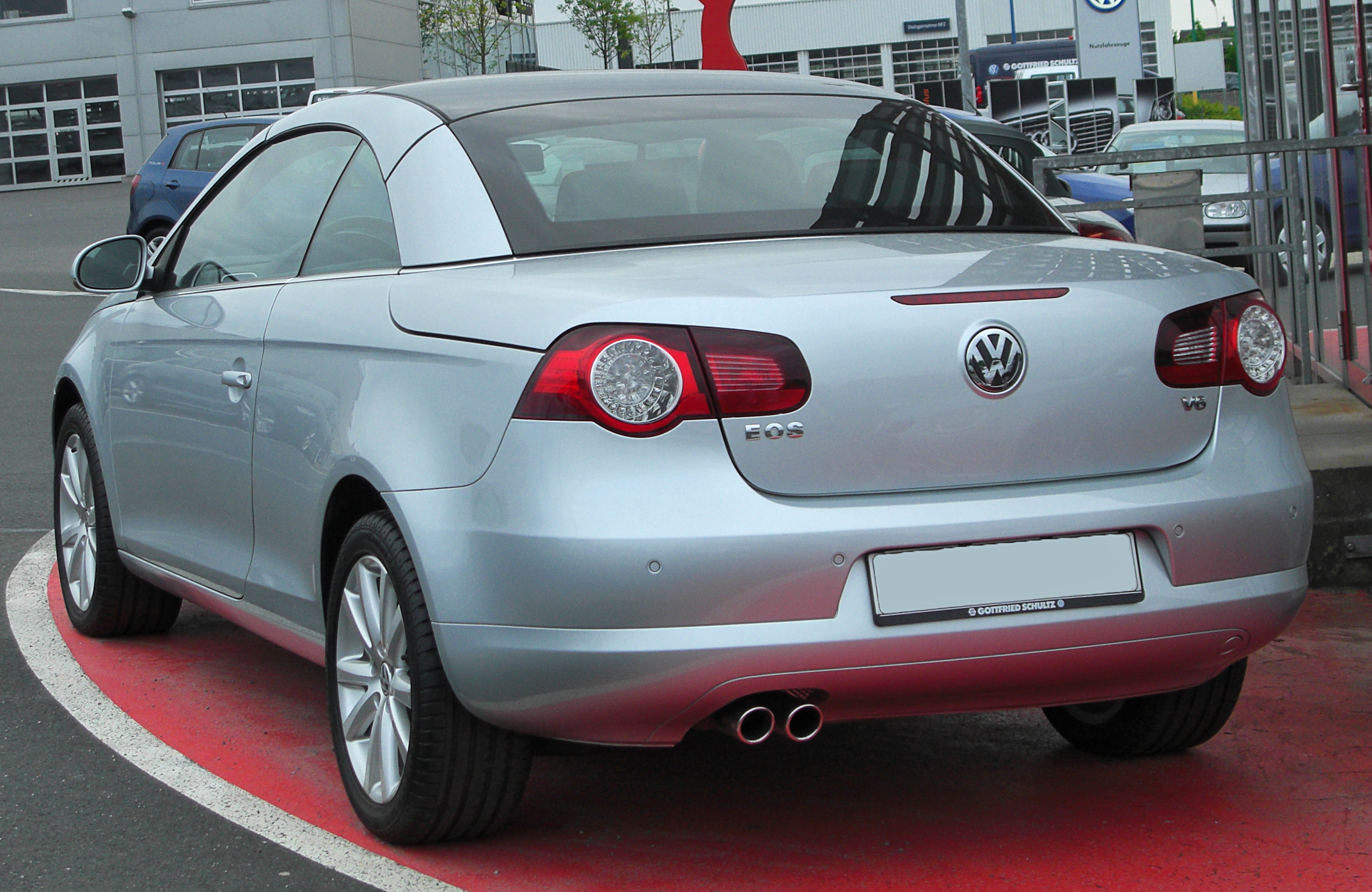
EOS V6, vue de trois-quarts arrière gauche.

## Volkswagen Eos Restylé (2011)
En 2011, le cabriolet allemand profite d'un profond restylage. Avec une calandre plus horizontale et des feux plus effilés. La face arrière connaît aussi quelques changements, mais ces derniers sont beaucoup plus discrets, tandis que la planche de bord gagne également en modernité.

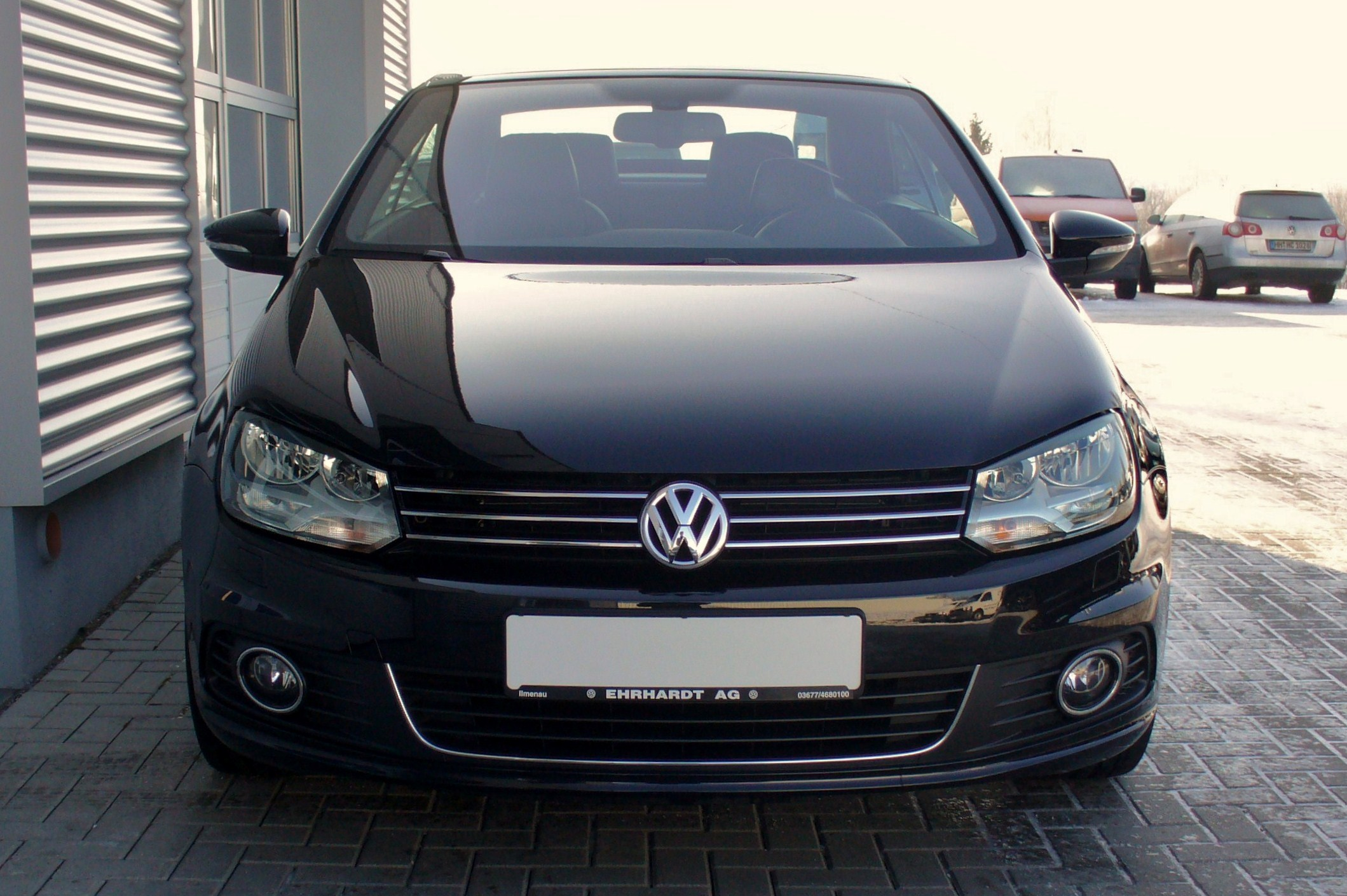
Eos, vue de face
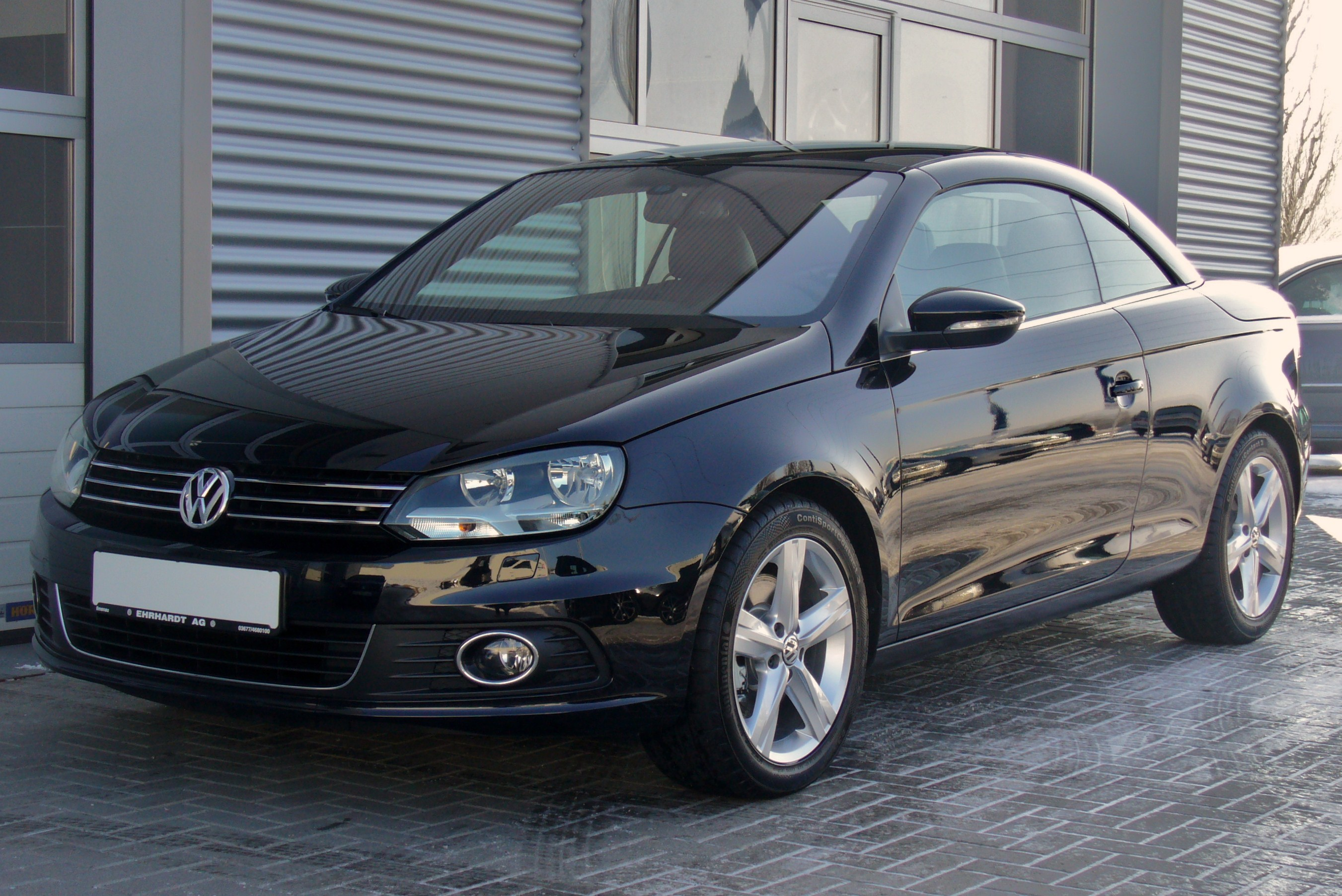
Eos, vue de trois quarts avant gauche
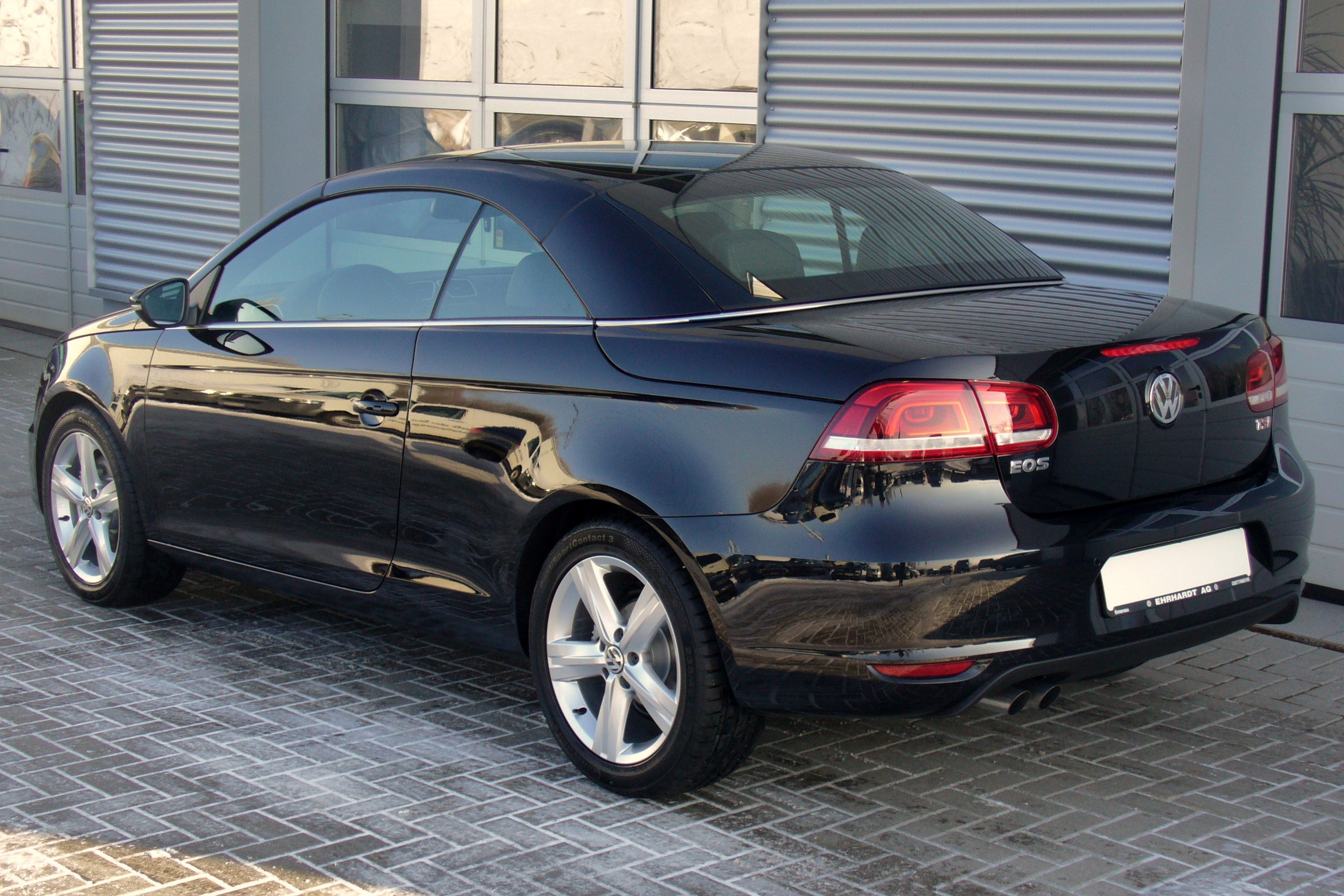
Eos, vue de trois quarts arrière gauche
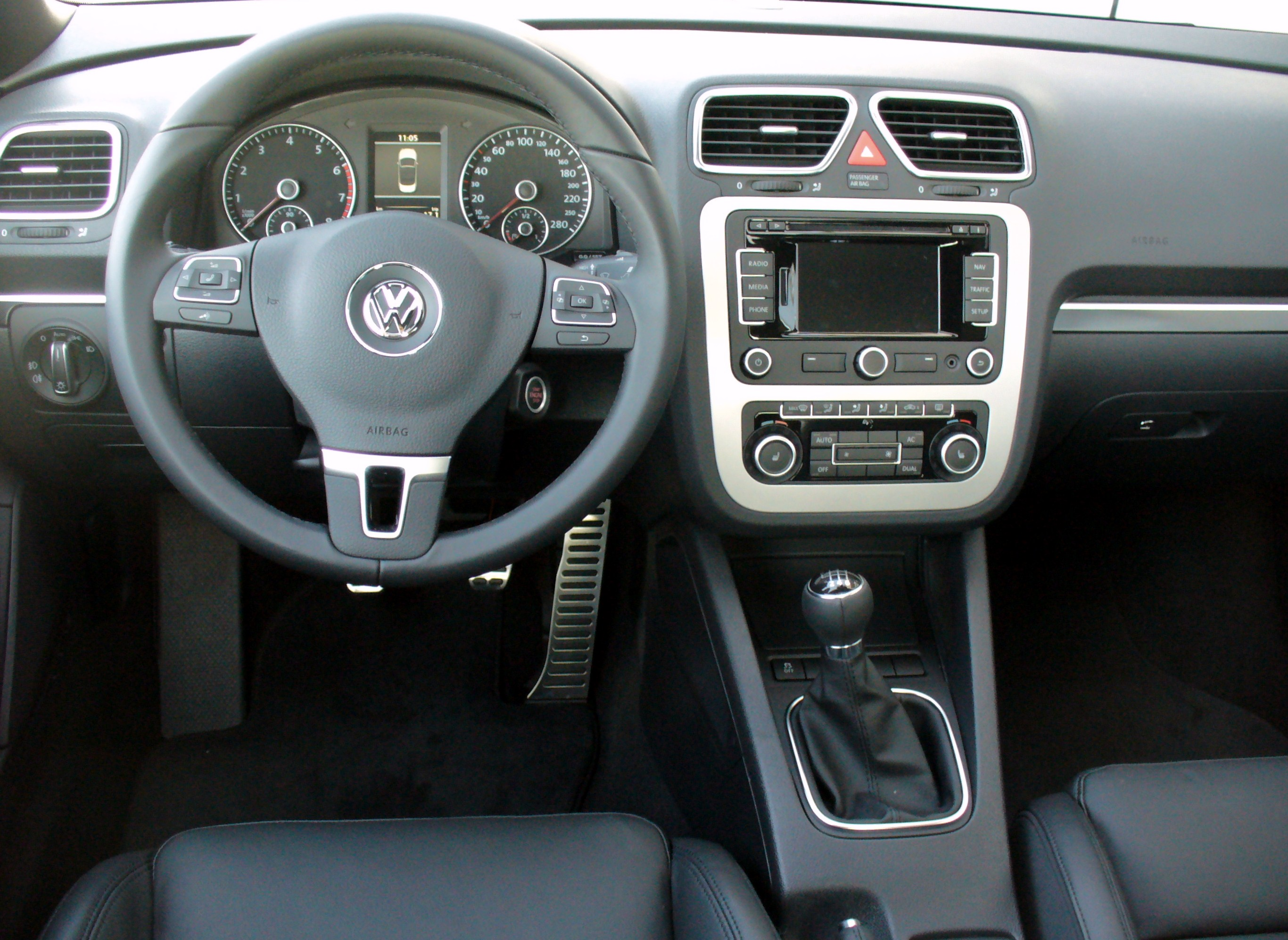
Eos, vue du tableau de bord
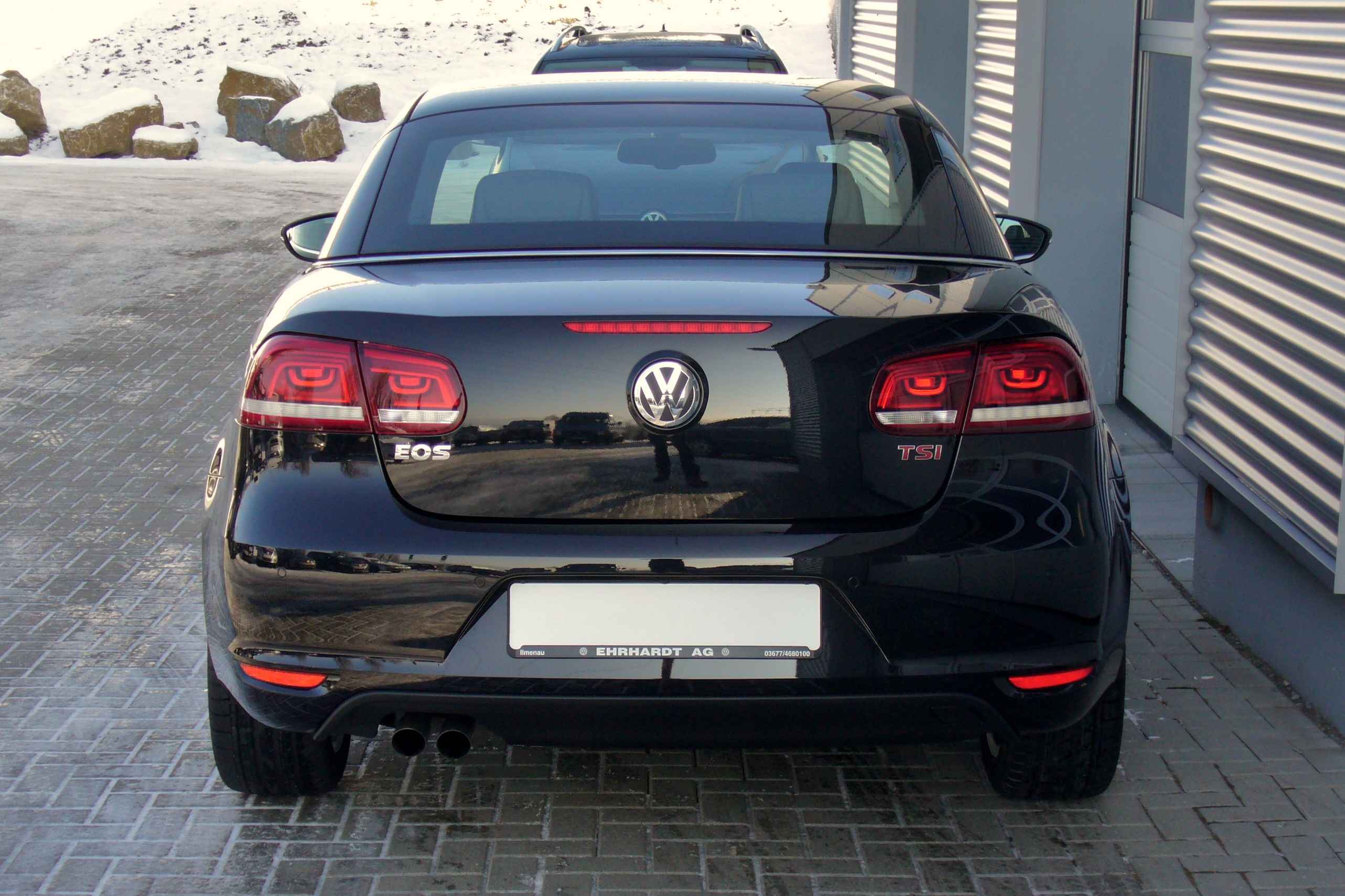
Eos, vue de l'arrière